# Angela da Foligno
Angela da Foligno (Foligno, 1248 – Foligno, 4 gennaio 1309) è stata una mistica e terziaria francescana italiana, beatificata nel 1693 da papa Innocenzo XII e canonizzata per equipollenza da papa Francesco il 9 ottobre 2013.

## Biografia
Angela nacque in una famiglia di Foligno, si sposò in giovane età e trascorse una vita "selvaggia, adultera e sacrilega".
Dopo una giovinezza della quale non conosciamo praticamente nessun particolare, Angela si convertì tramite una confessione al cappellano del vescovo in una data che gli studiosi collocano all'incirca verso il 1285. Dopo la morte del marito, dei figli e della madre, entrò nel Terz'ordine Francescano nel 1291 (altra data ipotetica), vivendo sull'esempio di Francesco d'Assisi in penitenza e nella radicale imitazione di Gesù Cristo, meditando soprattutto la sua Passione, come fece Margherita da Cortona e più tardi Camilla da Varano, ossia la clarissa suor Battista.
Angela da Foligno morì il 4 gennaio 1309, come è scritto in uno dei diversi codici manoscritti del Liber. Oggi è venerata con il titolo di Santa e Magistra Theologorum, ossia Maestra dei Teologi, perché in vita attorno a lei si era raccolto un Cenacolo di figli spirituali, tra i quali si annovera Ubertino da Casale. Il suo corpo riposa a Foligno nella chiesa di San Francesco e santuario di Santa Angela. Questo era stato originariamente inumato nella fossa comune delle terziarie francescane presso la medesima chiesa, donde furono estratti a suo tempo dei resti umani, poi dichiarati appartenenti alla salma di Angela, ancorché privi di contrassegni particolari. Il fatto che non sia stata tumulata in una tomba isolata significa, secondo le usanze del tempo, che ella al momento della morte non godeva di una sostanziosa fama di santità.

## Il Memoriale e le Instructiones
La Santa, per verificare le sue esperienze mistiche iniziò a confidarsi con un frate A., suo parente e consigliere spirituale (la tradizione suole sciogliere la A., chiamandolo frate Arnaldo). Egli stese un Memoriale, da sottoporre a esperti tra cui il cardinale Giacomo Colonna, che l'approvò prima del 1297. Questa "autobiografia spirituale" mostra i trenta passi che l'anima compie raggiungendo l'intima comunione con Dio, attraverso la meditazione dei misteri di Cristo, sull'Eucaristia, e intorno alle tentazioni e alle penitenze.
Il Memoriale rappresenta la prima sezione di quello che noi conosciamo come il Liber, uscito in edizione critica a cura di Thier e Calufetti nel 1985. La seconda parte, curata da diversi (ignoti) redattori e nota come Instructiones, contiene invece documenti religiosi di vario tipo tra cui le lettere che Angela spediva ai suoi figli spirituali.

## Scritti
- Angela da Foligno, Memoriale, Edizione critica e introduzione a cura di Enrico Menestò; Traduzione, apparati e indici a cura di Emore Paoli, Spoleto, CISAM, 2015.
- Angela da Foligno, Lettere e pensieri, Introduzione, traduzione e note di Sergio Andreoli, I edizione, Edizioni San Paolo, Cinisello Balsamo (Milano), 1998.
- Angela da Foligno, Il libro, Introduzione, traduzione e note di Sergio Andreoli, III edizione, Edizioni San Paolo, Cinisello Balsamo (Milano), 2004.
- Attilio Bartoli Langeli, Massimiliano Bassetti, Enrico Menestò e Francesco Verderosa, IL "LIBER" DELLA BEATA ANGELA DA FOLIGNO, a cura di Enrico Menestò, Uomini e mondi medievali, vol. 18, Spoleto, Fondazione Centro Italiano di Studi sull'alto Medioevo, 2009, OCLC 695852937. Ospitato su archive.is. (edizione in fac simile e trascrizione del ms.342 della Biblioteca Comunale di Assisi, con quattro studi di Langeli et al.).
- Angela da Foligno, Il Libro, Introduzione, traduzione e note di Salvatore Aliquò, IV edizione riveduta e corretta da Sergio Andreoli, Città Nuova Editrice, Roma, 2009.